# 靳金鼎
靳金鼎（？—？），河南延津县人，清朝政治人物。
靳金鼎为嘉慶元年（1796年）丙辰科进士。同年十二月（1797年初）任江苏金山县知县，嘉庆二年（1797年）七月去职。署南汇县知县一职。同年复任金山县知县，嘉庆三年（1798年）三月去职。